# Spinus spinus
El lúgano, lugano o jilguero lúgano (Spinus spinus) es una especie de ave paseriforme de la familia de los fringílidos (Fringillidae). Es muy común por toda Europa y Asia, se le encuentra en zonas boscosas, tanto de coníferas como en bosques mixtos, donde se alimenta de semillas de todo tipo, especialmente de alisos y coníferas.
Es un pájaro pequeño de plumaje pardo-amarillento, diferenciable de otros fringílidos parecidos por su patrón de colores: alas negras, obispillo amarillo y flancos listados. Macho y hembra son diferentes. El macho tiene parte de la cabeza negra y la hembra tiene un aspecto más listado y de color más verdusco. Es una especie muy confiada, sociable y activa. Por esto, por su aspecto y por su canto se la aprecia y se cría en cautividad.
Sigue un patrón extraño de migración: cada pocos años, en invierno, se desplaza masivamente al sur, por causas no del todo conocidas pero que tienen que ver con factores climáticos y sobre todo de disponibilidad de alimento. Así en zonas donde no es muy abundante sus poblaciones invernantes se multiplican.

## Taxonomía y filogenia
Fue descrito por Carlos Linneo en 1758, como Fringilla spinus. En 1760, Brisson describió el género Carduelis, donde tradicionalmente se incluía a esta especie, hasta que recientemente este género se dividió y a esta especie se la incluyó en el género Spinus. Aún algunos autores la siguen tratando dentro del género Carduelis.
A pesar de contar con una gran área de distribución es una especie monotípica, es decir, no tiene descritas subespecies. Esto podría explicarse debido a varios factores como:
- En una misma temporada de cría, varias nidadas cada una en diferentes lugares.
- Variabilidad espacial interanual en las zonas de cría de cada individuo.
- Invernada muy masiva que supone un intercambio genético constante.

Está más cercanamente relacionado con las especies norteamericanas de Spinus, S. atriceps, S. pinus y S. dominicensis. Se hipotetiza que S. spinus colonizó América desde Asia y posteriormente esas poblaciones americanas evolucionaron en especies distintas.

## Descripción
Es un ave bastante pequeña, midiendo entre 11 y 12,5 cm de largo. Pesa entre 10 y 18 g. Tiene una envergadura alar que varía entre 20 y 23 cm.
Presenta un claro dimorfismo sexual. El macho tiene un dorso oliváceo listado; obispillo amarillo; lados de la cola amarillos, y punta de la misma negra; alas negras con una distintiva franja alar amarilla; pecho amarillento que según se baja hacia la cloaca se va blanqueando y listando; y en la cabeza tiene los auriculares amarillos, y el píleo y el babero negros. La cantidad de negro en el babero es muy variable entre machos, y se ha relacionado su mayor tamaño con mayor dominancia dentro del grupo. La hembra tiene un plumaje más oliváceo que el macho. Difiere de él en que su píleo y sus auriculares son de un color verdoso; babero blanco; y un obispillo de un color amarillo blanquecino levemente listado. Los jóvenes son más parecidos a las hembras, con colores más parduscos y un plumaje más apagado. El lúgano tiene un pico determinado por su alimentación; así es fuerte, aunque al mismo tiempo algo fino, para poder conseguir las semillas de las que se alimenta. Las patas y los pies son de color marrón oscuro y el iris es negro. Su vuelo es parecido al de otros fringílidos: rápido y ondulado.
Es fácil de reconocer, pero en algunos casos se puede confundir con otros fringílidos como el verderón serrano, el verderón común, o el verdecillo.

### Canto y reclamo
Tiene dos reclamos, ambos de gran alcance, pero contrapuestos: uno es descendente y el otro ascendente; sus onomatopeyas podrían ser “tilu” y “tluih”. También en ocasiones emite un chirrido traqueteante áspero. El canto es similar al de otros fringílidos, un gorjeo y trino fluido y rápido, que mantienen largo tiempo y que interrumpen ocasionalmente por una sílaba más fuerte o cortante. Cantan durante todo el año y a menudo en grupo.

## Distribución y hábitat

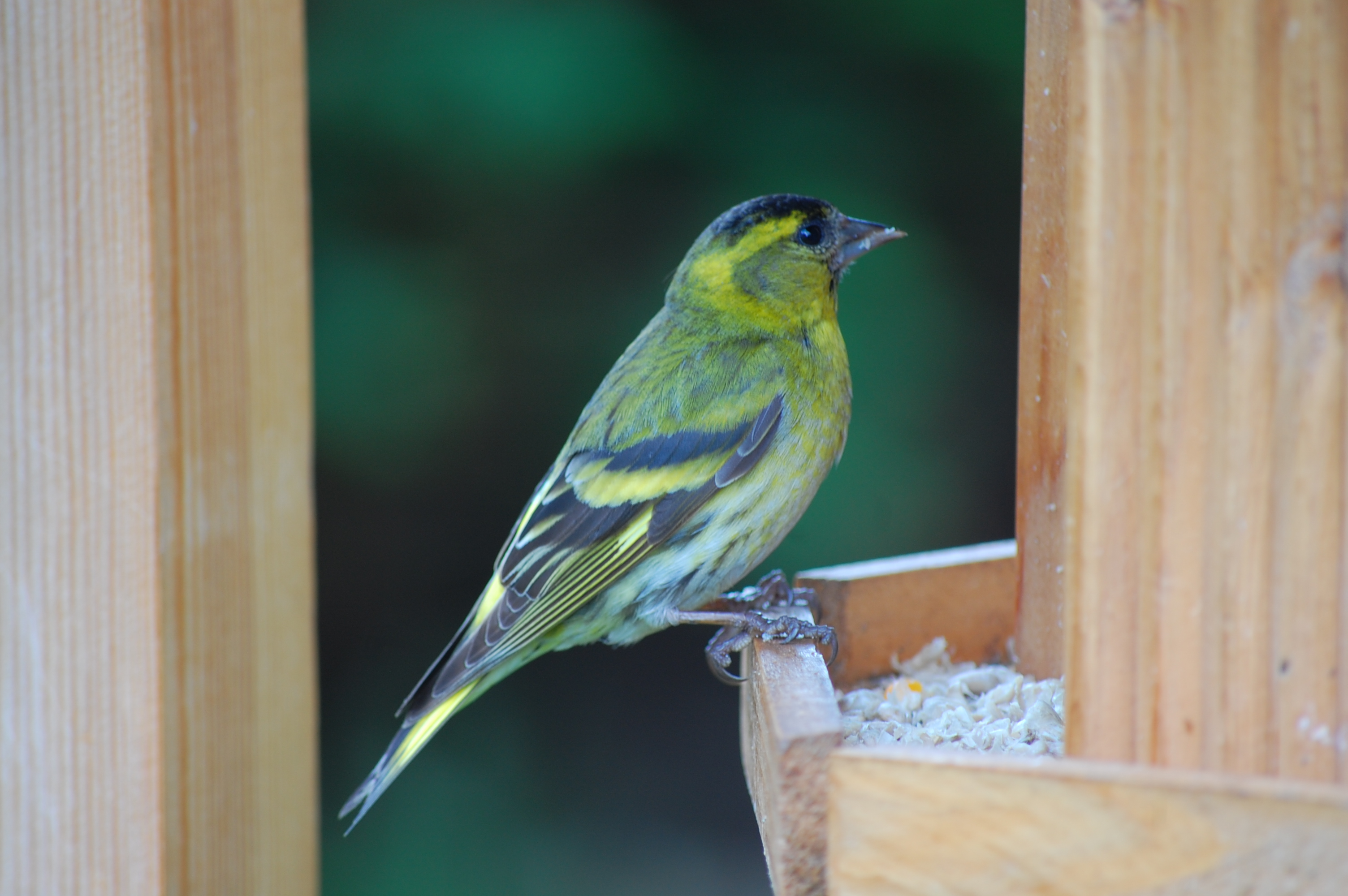
Macho en un comedero.

Se distribuye por la mayor parte de Eurasia y el norte de África. Su área de cría está separada en dos zonas, cada una en un lado del Paleártico: costa oriental de Asia y centro y norte de Europa. En Europa Central y algunas cordilleras del sur del continente se le puede encontrar todo el año. Es estival en el norte de Escandinavia y de Rusia; en la cuenca mediterránea y en torno al Mar Negro es invernante. En China cría en los Gran Khingan y Khingan Menor (Mongolia Interior) y en la provincia de Jiangsu; e inverna en Tíbet, Taiwán, valles del curso bajo del Yangtsé, y costa del sureste.
Su distribución estacional también está marcada por el hecho de que sigue un patrón anómalo de migración. Cada pocos años sus migraciones al sur son mucho mayores, y las poblaciones invernantes en la península ibérica se multiplican. Este suceso ha sido objeto de diversas teorías, como que se produce en los años de fuerte fructificación del abeto rojo en el centro y norte de Europa, lo que hace aumentar en gran medida las poblaciones de lúgano, o que se da en años de una gran fructificación de alisos y abedules. Es un ave que no se asienta por largo tiempo en un área, sino que varía mucho sus áreas de cría, alimentación, invernada de año en año. 
Es una divagante ocasional en Norteamérica,  donde el jilguero de los pinos (Spinus pinus) es su especie vicariante.
Esta ave puede haber llegado a América procedente de Asia o también desde Europa (a través de Groenlandia/Islandia).
Spinus spinus se ha visto en las Islas Aleutianas y en el este de América: en la península del Labrador y en varios puntos de la desembocadura del río San Lorenzo (Canadá). Esto abre la posibilidad de que esta ave entró, o aún continúa intentando entrar y establecerse, en América a través de Groenlandia/Islandia desde el oeste de Europa.
Su hábitat son las zonas forestales, a cierta altitud, del piso montano y con cierta predilección por las zonas más húmedas. En época de cría prefieren las zonas forestales de coníferas, aunque también se le encuentra en bosques mixtos; mientras que en invierno gustan de rastrojeras y cultivos, y áreas con árboles con semillas.

## Comportamiento

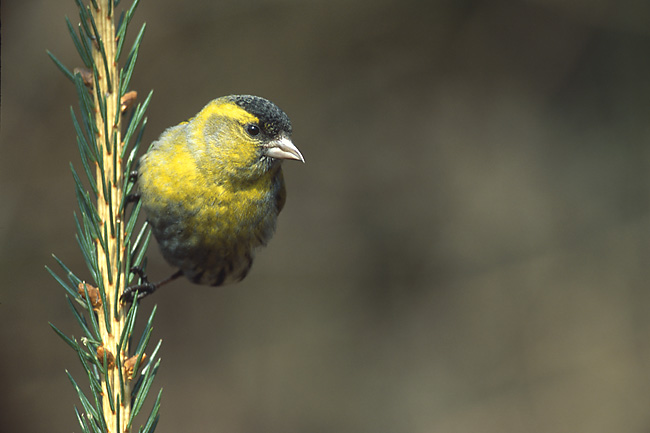
Ejemplar macho posado y visualizando su próximo e inmediato destino.

Es un pájaro muy activo e inquieto. Muy social, forma grupos especialmente en otoño e invierno que suelen ser bastante pequeños y muy cohesionados, aunque pueden ser muy grandes. También en ocasiones se mezcla en grupos mixtos con otros fringílidos. Con respecto al ser humano resulta bastante confiado, pudiéndosele observar a poca distancia.
En la época de cría es mucho más tímido, solitario y difícil de ver; sobre la base de esto existe una leyenda alemana que dice que los lúganos guardan una piedra mágica en su nido que les convierte en invisibles.
Es una de las pocas especies de aves en las que se ha descrito el llamado “allofeeding”, comportamiento que se basa en el que los subordinados (del mismo sexo) regurgitan comida a los líderes dominantes del grupo; lo que contribuye a una gran cohesión en los grupos e implica una estructura jerárquica muy fuerte.

### Alimentación

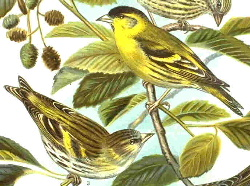
Pareja (macho arriba) alimentándose en un aliso. Ilustración de Naumann.

Es una especie principalmente granívora. Varía su alimentación dependiendo de la época del año. Se alimenta sobre todo en los árboles, aunque ocasionalmente puede comer en el suelo.
En otoño e invierno su dieta se centra en las semillas de árboles caducifolios como los abedules y sobre todo los alisos. También acuden a las áreas de cultivo y pastizales donde junto con otros fringílidos comen las semillas de diversas asteráceas, como cardos, dientes de león, artemisias, centaureas; y otras herbáceas como la hierba de San Juan, las ulmarias, las acederas, etc.
En primavera, es decir, en su época de cría, se le encuentra en los bosques de coníferas. En este momento su alimentación se fundamenta en un gran porcentaje en las semillas de estos árboles, en especial de los géneros Abies, Picea y Larix. También acude a comer a los olmos y los álamos. En caso de que las semillas de coníferas escaseen, los invertebrados o las semillas de asteráceas pueden completar su dieta.
En verano su alimentación varía más, añadiéndole a la base de semillas de coníferas de su dieta algunas herbáceas: cenizos y compuestas.

### Reproducción

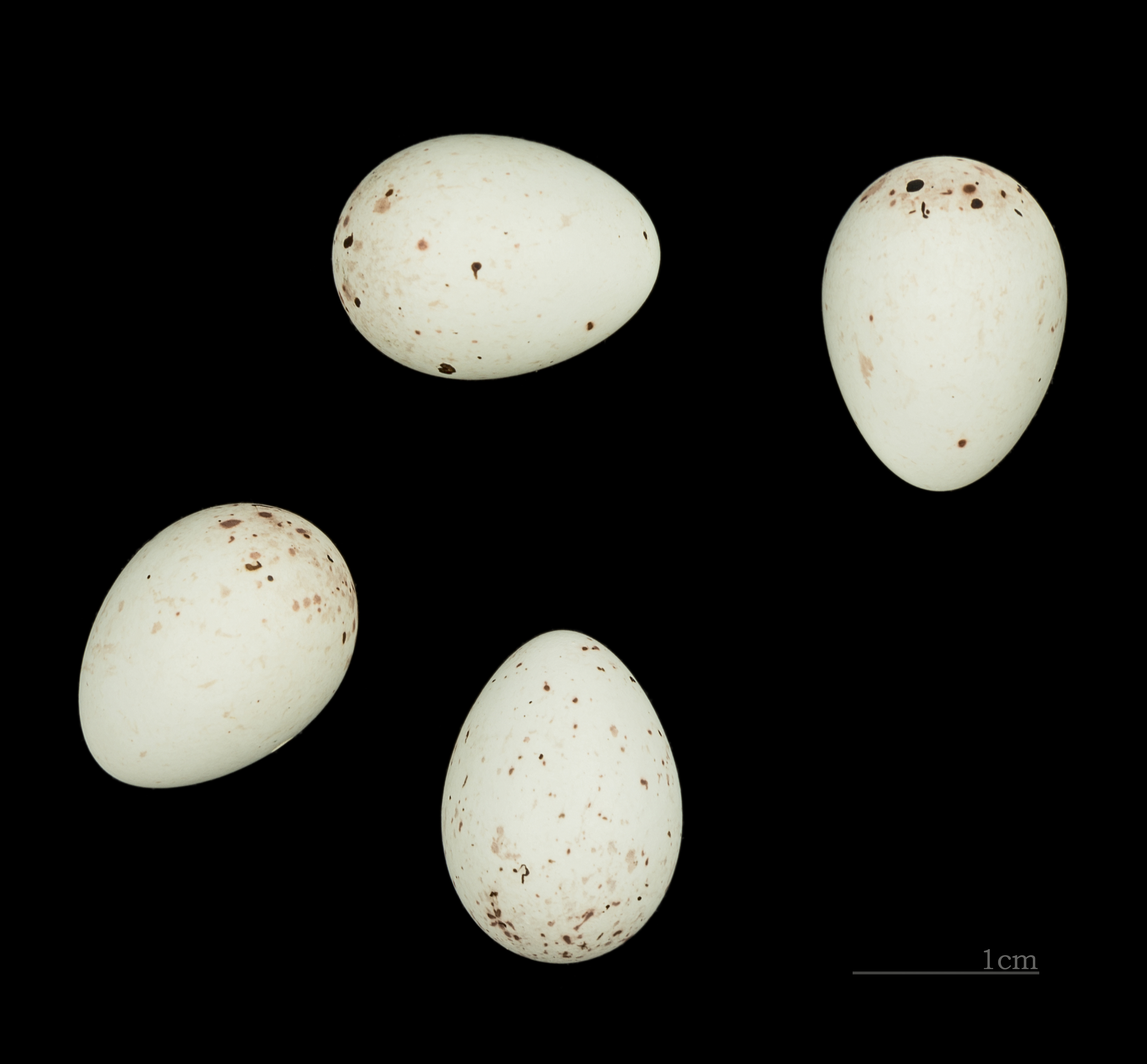
Huevos de lúgano.

Comienzan a reproducirse a la edad de un año. Las parejas se forman, en su mayor parte, en el período invernal, previas a las migraciones. Los machos compiten agresivamente por las hembras. Como parte del cortejo el macho eriza las plumas del píleo y del obispillo, hinchiéndose, extendiendo la cola y cantando con insistencia. También alimentan a la hembra por la que compiten como parte del cortejo. Además realiza vuelos de celo, de árbol en árbol, aunque no tan vistosos como el de otros fringílidos.
Construyen un nido, por lo general, en el extremo de una rama bastante elevada de alguna conífera, de forma que queda bastante escondido y es difícil de observar. En la península ibérica hacen sus nidos en abetos, pino albar y pino negral. Forman pequeñas colonias (de hasta seis parejas) con los nidos relativamente cercanos. El nido es pequeño, con forma de cuenco. Está hecho de pequeñas ramas, hierbas secas, musgo y líquenes y forrado con plumón.
A mediados de abril comienza la puesta de la primera nidada. La hembra pone entre dos y seis huevos. Los huevos son de color blanco o de suaves grises y azules, con pequeñas manchas pardas; y miden aproximadamente 16,5 x 12 mm. La incubación dura entre diez y catorce días y la realiza por completo la hembra. Los pollos son nidícolas. Tras quince días de vida dejan el nido medio emplumados, aunque permanecen en las cercanías, hasta que pasado aproximadamente un mes, con el plumaje ya completo, se dispersan. Es habitual una segunda nidada, hacia mediados de junio y principios de julio, en la que en ocasiones los pollos de la primera nidad ayudan a los padres a alimentar a la segunda.
En ocasiones se hibrida con otros fringílidos como el pardillo común (Carduelis cannabina) o el pardillo sizerín (Carduelis flammea).

## Estado de conservación
Su población mundial se estima entre treinta y dos y setenta y dos millones de ejemplares. Para el conjunto europeo se estima un número de entre diez y dieciocho millones de parejas. La tendencia clara en sus poblaciones es estable, lo que junto a su gran número de individuos y amplia distribución han llevado a que no se considere amenazada y haya sido catalogada por la UICN como “Preocupación menor”. En España, también se le considera “No amenazado”.
Aparece en el anexo II del Convenio de Berna como avifauna protegida.

## Relación con los humanos

### Cautividad

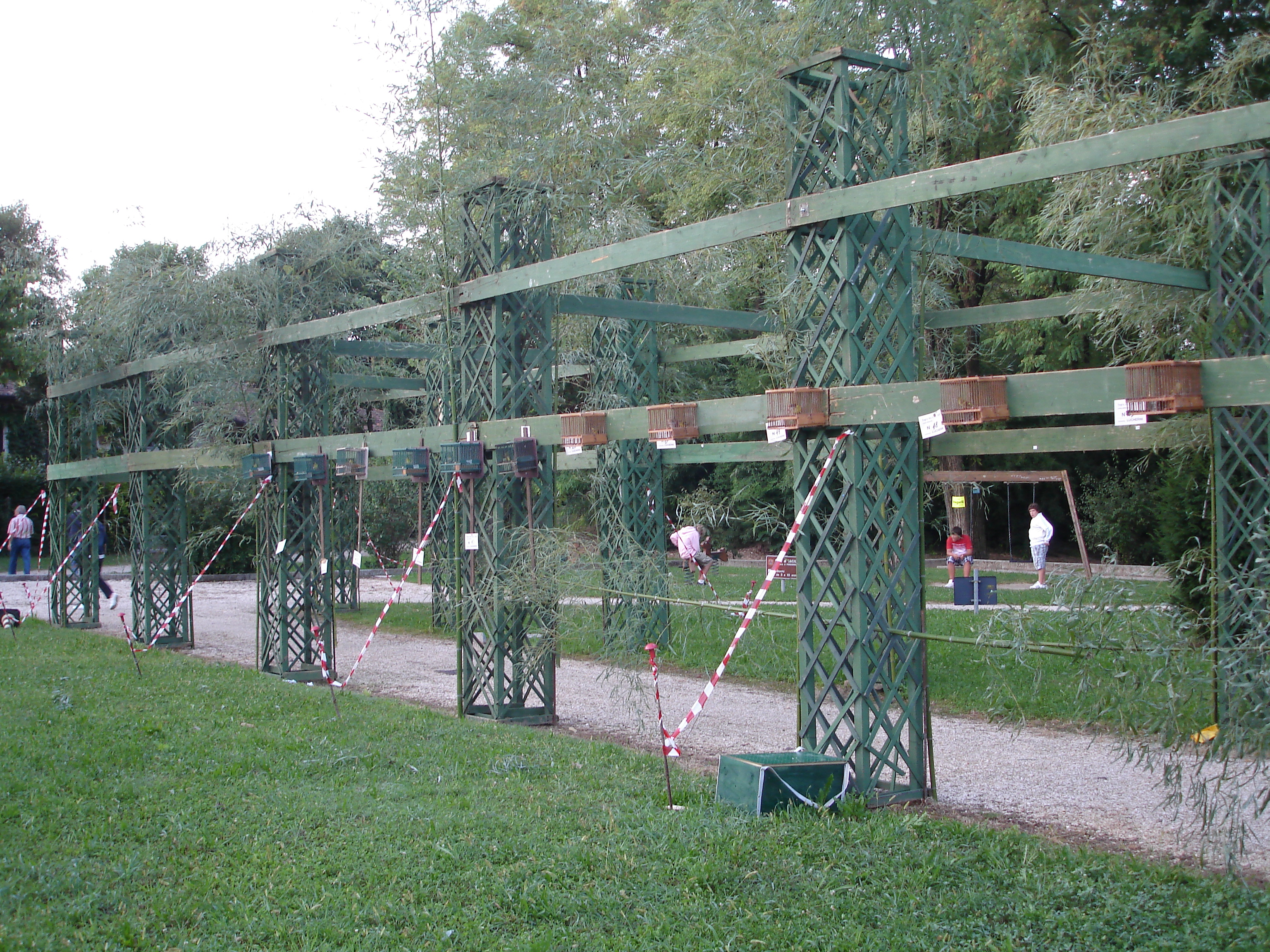
Concurso de canto de lúganos.

Como muchos otros fringílidos, es valorado por el silvestrismo como especie doméstica por su canto y aspecto.Se adapta bastante bien a la cautividad, aunque su reproducción en cautividad no es especialmente fácil. Puede vivir entre los once y los catorce años, en fuerte contraste con los dos o tres años que se estima vive en libertad.
Se le hibrida con algunos otros fringílidos (como por ejemplo el canario), dando lugar a especímenes intermedios. Los procesos de hibridación también ocurren en la naturaleza sin intervención humana.
En algunas zonas los ejemplares encontrados son procedentes de escapes o sueltas de individuos enjaulados.

### En la cultura popular
Polonia, Gibraltar, Benín y Bélgica han emitido sellos postales con la imagen del lúgano.
En San Petersburgo se instaló una escultura que representa a un lúgano, ya que debido a los colores de los uniformes que vestían los alumnos de un colegio de élite de la ciudad, estos llegaron a ser conocidos con dicho sobrenombre (lúgano, que en ruso es Чиж). Este término lo popularizó una canción infantil rusa llamada Chizhik-Pyzhik.